# Carlo Nash
Carlo James Nash (Bolton, 13 de septiembre de 1973) es un exfutbolista y entrenador inglés. Se desempeñaba como guardameta y su último equipo fue el Norwich City. Es entrenador de porteros en el Port Vale.

## Clubes

### Como jugador
| Club                               | País       | Año       |
| ---------------------------------- | ---------- | --------- |
| Rossendale United                  | Inglaterra | 1993-1995 |
| Clitheroe FC                       | Inglaterra | 1995-1996 |
| Crystal Palace FC                  | Inglaterra | 1996-1998 |
| Stockport County                   | Inglaterra | 1998-2001 |
| Wolverhampton Wanderers (préstamo) | Inglaterra | 2000-2001 |
| Manchester City                    | Inglaterra | 2001-2003 |
| Middlesbrough FC                   | Inglaterra | 2003-2005 |
| Preston North End                  | Inglaterra | 2005-2007 |
| Wigan Athletic                     | Inglaterra | 2007-2008 |
| Stoke City FC (préstamo)           | Inglaterra | 2008      |
| Everton FC                         | Inglaterra | 2008-2010 |
| Stoke City FC                      | Inglaterra | 2010-2013 |
| Norwich City                       | Inglaterra | 2013-2014 |

### Como entrenador de arqueros
| Club            | País       | Año           |
| --------------- | ---------- | ------------- |
| Oldham Athletic | Inglaterra | 2016-2018     |
| Salford         | Inglaterra | 2018-2022     |
| Port Vale       | Inglaterra | 2022-presente |